# 基本合意書
基本合意書（きほんごういしょ、英語：Memorandum Of Understanding, MOU）は、本契約に先だって結ぶ合意書。秘密保持義務や独占的交渉権、交渉により達成された部分的な合意内容など、契約交渉に関するものが盛り込まれるのが通常。法的拘束力の有無がしばしば問題となる。M&A取引の際などに近時、用いられるようになっている。
独占的交渉権にかかる条項が問題となった事例としては、住友信託銀行による旧UFJホールディングスに対する仮処分申立事件が有名である。